# Rivadavia (município)
Rivadavia é um partido (município) da província de Buenos Aires, na Argentina. Possuía, de acordo com estimativa de 2019, 17.050 habitantes.